# Teobaldo
Teobaldo  è un nome proprio di persona italiano maschile.

## Varianti
- Maschili: Tebaldo[2][3], Tibaldo
  - Ipocoristici: Teo[1], Baldo[1]

### Varianti in altre lingue
- Germanico: Þeudobald[1], Theudobald[4], Theodobald
- Francese: Thibault[1], Thibaut, Thibaud, Thiébaud
- Inglese: Theobald[1][4], Tybalt[1]
  - Ipocoristici: Tibby[1]
- Latino: Theobaldus[1][4]
- Medio inglese: Tibald[1], Tebald[1]
- Polacco: Teobald
- Portoghese: Teobaldo[1]
- Spagnolo: Teobaldo[1]
- Tedesco: Theobald
- Ungherese: Teobald

## Origine e diffusione
Deriva dal germanico Þeudobald, composto da þeud (o theuda, "popolo", "feudo", "comunità") e bald ("coraggioso"), e si può quindi interpretare come "ardito tra il popolo". Dalla forma Þeudobald passò per sincope a Theobald, e in latino medievale venne ulteriormente influenzato dai numerosi nomi di origine greca che cominciano per θεος (theos, "dio").
In Inghilterra venne introdotto dai Normanni, andando ad affiancare una preesistente forma inglese antica, tuttavia al XX secolo il nome si era rarificato.

## Onomastico
L'onomastico si può festeggiare in memoria di più santi, alle date seguenti:
- 10 gennaio, Beato Gregorio X, papa, nato Tebaldo Visconti[3]
- 21 maggio, San Teobaldo, vescovo di Vienne[5]
- 1º giugno, San Teobaldo Roggeri[5]
- 30 giugno, San Teobaldo di Provins, sacerdote ed eremita[2][5]
- 1º luglio, San Teobaldo, anacoreta camaldolese[3]
- 11 agosto, San Teobaldo d'Inghilterra, martire con un altro compagno in Africa[5]
- 18 ottobre, beato Teobaldo da Narbona, mercedario[5]
- 6 novembre, San Teobaldo di Dorat, sacerdote canonico[3][5]
- 8 dicembre, San Teobaldo di Marly, abate[5]

## Persone
- Teobaldo di Baviera, Duca di Baviera
- Teobaldo di Bec, arcivescovo francese
- Teobaldo I di Lorena, duca di Lorena
- Teobaldo II di Lorena, duca di Lorena
- Teobaldo di Provins, religioso e santo francese
- Teobaldo Boccapecora, cardinale italiano
- Teobaldo Calissano, politico italiano
- Teobaldo Ciconi, giornalista, poeta e drammaturgo italiano
- Teobaldo Depetrini, allenatore di calcio e calciatore italiano
- Teobaldo Ordelaffi, podestà di Faenza
- Teobaldo Roggeri, santo italiano
- Teobaldo (o Tibaldo) Visconti, capitano militare
- Teobaldo Visconti, divenuto papa con il nome di Gregorio X

### Variante Theobald

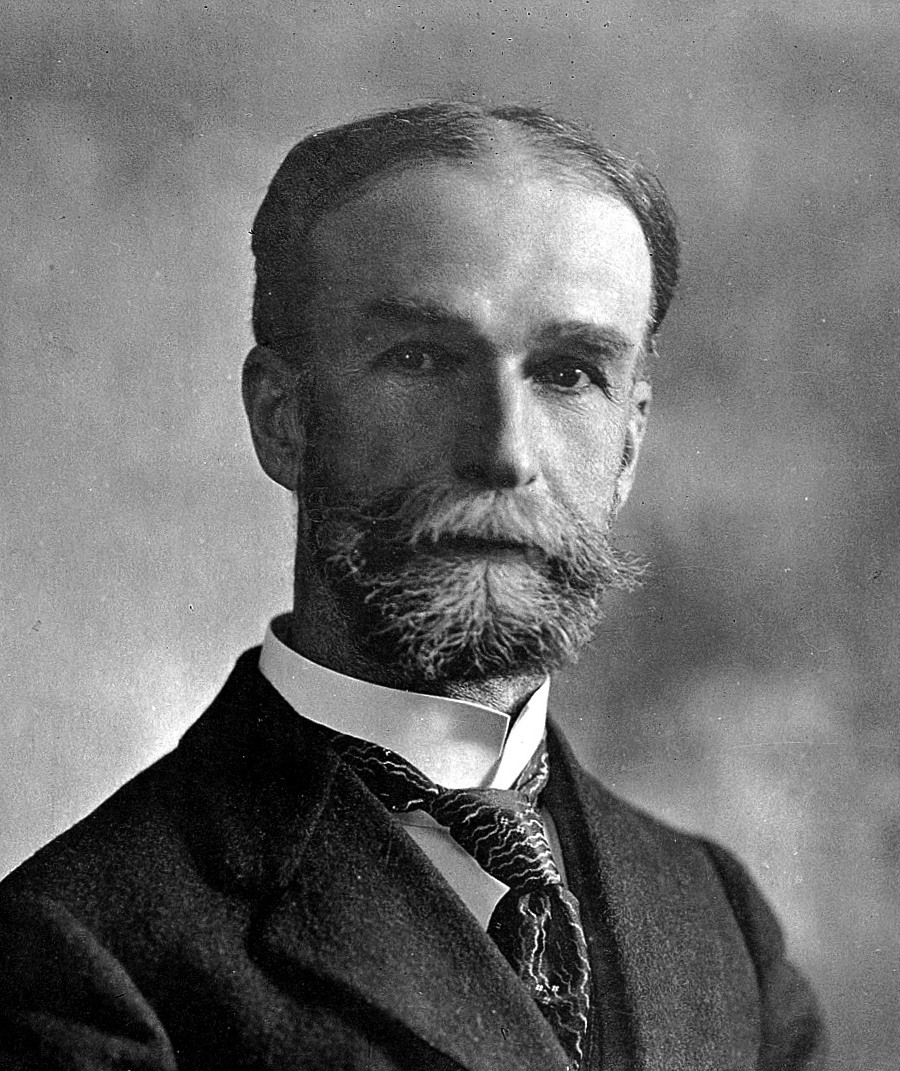
Theobald Smith

- Theobald Boehm, flautista, inventore e compositore tedesco
- Theobald Smith, medico e batteriologo statunitense
- Theobald von Bethmann-Hollweg, politico tedesco
- Theobald Wolfe Tone, politico irlandese

### Variante Tebaldo
- Tebaldo d'Arles, conte di Arles

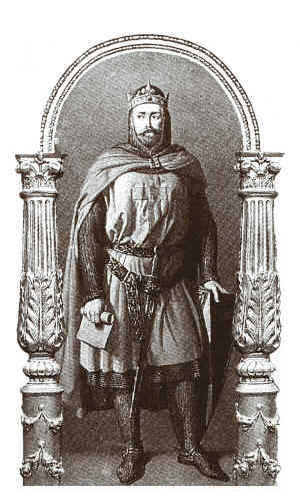
Tebaldo I di Navarra

- Tebaldo il Vecchio di Blois, visconte di Blois e di Tours
- Tebaldo I di Blois, detto Tebaldo il Truffatore o Tebaldo l'Ingannatore, conte di Blois, di Chartres, di Châteaudun, e di Tours
- Tebaldo II di Blois, conte di Blois, di Chartres, di Châteaudun, di Tours, di Provins, e di Reims
- Tebaldo III di Blois, conte di Blois, di Chartres, di Châteaudun, di Tours, di Provins, di Sancerre, di Meaux e di Troyes
- Tebaldo V di Blois, detto il Buono, conte di Blois, Châteaudun e Chartres
- Tebaldo VI di Blois, conte di Blois, di Clermont, di Châteaudun e Chartres
- Tebaldo II di Champagne o Tebaldo IV di Blois] detto il Grande, conte di Blois, di Chartres, di Meaux e di Châteaudun, signore di Sancerre e Amboise, conte di Troyes e conte di Champagne
- Tebaldo III di Champagne, conte di Champagne
- Tebaldo d'Este, signore di Ferrara, Lucca, Parma, Reggio, Modena e Mantova
- Tebaldo di Navarra, principe di Champagne
- Tebaldo I di Navarra, detto Tebaldo di Champagne il Postumo ed il Trovatore, chiamato anche Tibaldo o Teobaldo, re di Navarra e conte (Tebaldo IV) di Champagne
- Tebaldo II di Navarra, detto Tebaldo di Champagne il Giovane, re di Navarra e conte di Champagne e Brie
- Tebaldo Bigliardi, calciatore italiano
- Teobaldo Ordelaffi, signore di Forlì

### Variante Thibaut
- Thibaut Courtois, calciatore belga
- Thibaut de Blazon, nobile, crociato e troviero francese
- Thibaut Monnet, hockeista su ghiaccio svizzero
- Thibaut Pinot, ciclista su strada francese

### Altre varianti
- Thibaud Gaudin, Gran Maestro dei Cavalieri Templari

## Il nome nelle arti
- Tebaldo è un personaggio dell'opera di Shakespeare Romeo e Giulietta.
- Thibault è un personaggio della serie a fumetti Peanuts.